# Neodvislá strana komunistická v ČSR
Neodvislá strana komunistická v Československu byla politická strana na území prvorepublikového Československa založená v roce 1925 jako odštěpenecká komunistická formace okolo Josefa Bubníka, která se odtrhla od Komunistické strany Československa.

## Dějiny a ideologie
Komunistická strana Československa prožívala v 1. polovině 20. let několik vnitrostranických sporů frakčního charakteru. Jedním z nejsilnějších byl spor okolo tajemníka 1. pražské organizace strany Josefa Bubníka (takzvaná bubnikiáda). Bubník a jeho spojenci odmítali těsnější svázání politiky KSČ s direktivami Kominterny. V únoru 1925 byl proto vyloučen ze strany. V Národním shromáždění ČSR Bubník a dalších sedm poslanců opustili poslanecký klub KSČ a vytvořili Klub nezávislých komunistických poslanců. Podpořila je část členské základny i některé organizace strany (Kladensko, Hodonínsko a Brněnsko). Šéfredaktor listu Rovnost Jaroslav Rouček na podporu Bubníka sepsal takzvané Brněnské memorandum.
Vedení KSČ se obrátilo o arbitráž na orgány Kominterny, která vyloučení Bubníka a jeho stoupenců potvrdila. 21. června 1925 proto vyloučení členové založili novou politickou stranu nazvanou Neodvislá strana komunistická v Československu. Tiskovým orgánem byl Hlas pravdy. Formace se zúčastnila parlamentních voleb v roce 1925. Kandidovala tehdy v rámci aliance Neodvislé strany komunistické v Československu a První autonomní pravoslavné strany v Podkarpatské Rusi. Získala ale jen 7813 hlasů a nedosáhla na zastoupení v parlamentu. Většina členů pak přešla do Československé sociálně demokratické strany dělnické, kde působili jako levá marxistická frakce, která ale zároveň zůstávala antistalinská.